# Zorzines sinuolata
Zorzines sinuolata là một loài bướm đêm trong họ Noctuidae.